# Sankt Hans Kirke (Odense)
 For alternative betydninger, se Sankt Hans Kirke. (Se også artikler, som begynder med Sankt Hans Kirke)
Sankt Hans Kirke er en kirke ud til Nørregade i Odense, lige øst for Odense Slot.
Eventyrdigteren H.C. Andersens dåb blev bekræftet i denne kirke i 1805.
Kirkens altermaleri er udført af den danske historiemaler Carl Bloch. Værket blev opsat i 1879 i forbindelse med kirkens hovedrestaurering (1877-1880). Motivet er bønnen i Getsemane. Oplyst af en kraftig lyskilde ses Jesus knælende på jorden, hvor han trøstes af en hvidklædt engel. I baggrundens nattemørke ses et udgået træ, mens en menneskemængde med fakler nærmer sig i maleriets højre side, varslende hændelserne på Langfredag. Maleriet er en spejlvendt og bearbejdet version af et af de i alt 23 malerier af Carl Bloch i Frederiksborg Slotskirke i Hillerød, som blev bestilt af brygger J.C. Jacobsen. Da Carl Blochs maleri i 1879 blev indsat i altertavlens storfelt, erstattede det kirkens tidligere altermaleri med et motiv af nadveren, udført af Hans Poulsen i 1717. Altertavlen er fra 1717 og udført af billedhuggeren Michael Tuisch. I altertavlens cirkulære topstykke ses fortsat Hans Poulsens maleri med motiv af korsfæstelsen. Carl Blochs altermaleri i Skt. Hans Kirke blev i 2010-2011 udlånt til en udstilling om Carl Bloch i Utah.
Stiftsamtmand Frederik Gieddes epitafium hænger i kirken.
- Altertavlen med Carl Blochs maleri Jesus i Getsemane fra 1879
- Korbuekrucifiks